# 요한 게오르크 파우스트
요한 게오르크 파우스트(Johann Georg Faust) 또는 게오르크 자벨리쿠스(Georg Sabellicus)(추정: 1480년~1541년)는 독일의 방랑하는 만능치료사, 연금술사, 마술사, 점성술사 겸 예언자였다.
생존기의 그에 관한 모든 증언들에서는 그는 항상 Georg Faust 또는 Jörg Faust라고 불리었다. Johann Faust로서는 그의 사후 2세기 이상이 흐른 뒤에야 기록되는데, 이는 1500년경에 만연되던 "Johann"이라는 이름을 파우스트 자신이 일단 제껴 버렸었기 때문이라 한다.
인물 파우스트에 관한 보고들과 더 옛날의 마법설화들이 뒤섞여 파우스트 전설(독일어:Fauststoff)이 생겨났다.